# Ameletus quadratus
Ameletus quadratus är en dagsländeart som beskrevs av Zloty och Harper 1999. Ameletus quadratus ingår i släktet Ameletus och familjen Ameletidae. Inga underarter finns listade i Catalogue of Life.